# Les Voyages du vent
Pour plus de détails, voir Fiche technique et Distribution.
Les Voyages du vent (Los viajes del viento) est un film colombien réalisé par Ciro Guerra, sorti en 2009.

## Fiche technique
- Titre original : Los viajes del viento
- Titre français : Les Voyages du vent
- Réalisation : Ciro Guerra
- Scénario : Ciro Guerra
- Production : Diana Bustamante
- Pays d'origine :  Colombie
- Format : Couleurs - 35 mm - 2,35:1 - Dolby Digital
- Genre : drame, musical
- Durée : 120 minutes
- Date de sortie : 2009

## Distribution
- Marciano Martínez : Ignacio Carrillo
- Yull Núñez : Fermin Morales
- Agustin Nieves : Ninz
- Jose Luis Torres : Meyo
- Carmen Molina : Tendera
- Erminia Martinez : la femme Guajira
- Justo Valdez : Batata